# Ferganocephale
Ferganocephale is een geslacht van plantenetende ornithischische dinosauriërs dat tijdens het Jura leefde in het gebied van het huidige Kirgizistan.

## Naamgeving en vondst
De typesoort Ferganocephale adenticulatum is in 2005 benoemd en beschreven door Alexandr Awerianow e.a. De geslachtsnaam combineert de naam van de provincie Fergana met een Klassiek Grieks kephalè, een verwijzing naar de vindplaats en het vermoeden dat het om een lid van de Pachycephalosauria zou gaan. De soortaanduiding betekent zoiets als "zonder gekartelde tanden" in het Neolatijn, een verwijzing naar een typisch kenmerk.
Het fossiel, holotype ZIN PH 34/42, bestaat uit een enkele niet-afgesleten tand van een volwassen dier. Andere, wel versleten, tanden zijn aan de soort toegeschreven. De tanden hebben een rand aan de kroonbasis, een cingulum. Ze zijn bij Tashkömür opgegraven in de Balabansai Swita, lagen die stammen uit het middelste Jura, het Callovien, ongeveer 163 miljoen jaar oud.

## Fylogenie
Volgens de beschrijvers zou het wegens de algemene tandvorm gaan om een lid van de Pachycephalosauridae. Het zou dan om een van de eerste bekende vertegenwoordigers van die groep gaan. De soort zou zich kenmerken door de afwezigheid van aan tandkarteling die andere pachycephalosauriërs wel bezitten. Volgens Robert Sullivan moet hieruit geconcludeerd worden dat het dus niet om een pachycephalosauriër gaat maar om een onbepaald lid van de ruimere Ornithischia. Hij beschouwt het taxon als een nomen dubium.